# CHD1L
CHD1L（chromodomain helicase DNA binding protein 1 like）またはALC1（amplified in liver cancer 1）は、ヒトではCHD1L遺伝子にコードされる酵素である。クロマチンリモデリングのほか、DNA複製、修復や転写のために必要なDNA構造の緩和過程への関与が示唆されている。ATPアーゼドメインとマクロドメインから構成され、ATPアーゼドメイン内の相同性に基づいた分類ではSnf2ファミリーに属する。

## 機能

### 発生
DNAヘリカーゼであるCHD1Lはクロマチンリモデリング活性を持ち、PARP1によるポリADPリボシル化と相互作用して発生過程のリプログラミング時に多能性を調節している。CHD1LのマクロドメインはポリADPリボシル化PARP1のポリADPリボース部分と相互作用し、初期段階におけるリプログラミングと幹細胞の多能性を促進する。CHD1Lの発現は、胚発生の初期のイベントに重要であるようである。

### DNA修復
DNA修復の重要な過程が行われるためには、損傷部位のクロマチンのリモデリングが必要である。CHD1Lはクロマチンリモデリングタンパク質であり、DNA修復の最初期の段階で作用する。クロマチン構造の緩和はDNA損傷部位で迅速に行われ、この過程はPARP1によって開始される。PARP1はDNA損傷部位に損傷後1秒以内に出現し、損傷後1.6秒以内に最大蓄積量の半量の蓄積が完了する。続いてクロマチンリモデリング因子CHD1LがPARP1の反応産物に迅速に結合し、DNA損傷部位への到着は損傷後10秒以内に完了する。CHD1Lの作用によるクロマチン構造の緩和は、10秒以内に最大量の半値に達する。これによってDNA修復酵素MRE11のリクルートが可能になり、13秒以内にDNA修復が開始される。MRE11は相同組換え修復に関与するタンパク質である。CHD1Lは、紫外線損傷を受けたクロマチンのヌクレオチド除去修復過程にも必要である。

## 関連する遺伝疾患
- 1q21.1欠失症候群（英語版）
- 1q21.1重複症候群（英語版）

1q21.1欠失症候群ではCHD1Lの作用が損なわれ、DNA切断の増加が引き起こされる。CHD1Lの役割は、ウェルナー症候群におけるWRNヘリカーゼの役割と類似している。

## 関連文献
- “The addition of 5'-coding information to a 3'-directed cDNA library improves analysis of gene expression”. Gene 146 (2):  199–207. (September 1994). doi:10.1016/0378-1119(94)90293-3. PMID 8076819.
- “Oligo-capping: a simple method to replace the cap structure of eukaryotic mRNAs with oligoribonucleotides”. Gene 138 (1–2):  171–4. (January 1994). doi:10.1016/0378-1119(94)90802-8. PMID 8125298.
- “Construction and characterization of a full length-enriched and a 5'-end-enriched cDNA library”. Gene 200 (1–2):  149–56. (October 1997). doi:10.1016/S0378-1119(97)00411-3. PMID 9373149.
- “Cloning and functional analysis of cDNAs with open reading frames for 300 previously undefined genes expressed in CD34+ hematopoietic stem/progenitor cells”. Genome Research 10 (10):  1546–60. (October 2000). doi:10.1101/gr.140200. PMC 310934. PMID 11042152.
- “Creation of genome-wide protein expression libraries using random activation of gene expression”. Nature Biotechnology 19 (5):  440–5. (May 2001). doi:10.1038/88107. PMID 11329013.
- “The macro domain is an ADP-ribose binding module”. The EMBO Journal 24 (11):  1911–20. (June 2005). doi:10.1038/sj.emboj.7600664. PMC 1142602. PMID 15902274.
- “Diversification of transcriptional modulation: large-scale identification and characterization of putative alternative promoters of human genes”. Genome Research 16 (1):  55–65. (January 2006). doi:10.1101/gr.4039406. PMC 1356129. PMID 16344560.